# Пилипчук, Владимир Алексеевич
Владимир Алексеевич Пилипчук (14 мая 1938, Челябинск — 28 марта 2024, Челябинск ) — советский машиностроитель, инженер-конструктор, учёный. Лауреат Государственной премии СССР в области техники (1977). Главный инженер Челябинского завода измерительных приборов (1986-95), к.т.н. (1977), доцент ЮУрГУ (1977-2017).

## Биография
Более 40 лет жизни посвятил Челябинскому заводу измерительных приборов и Южно-Уральскому государственному университету. На ЧЗИП с 1955: ученик слесаря в цехе плоских калибров, слесарь-лекальщик 7-го разряда, конструктор (1960-66), после окончания, без отрыва от производства, вечернего отделения механико-технологического факультета Челябинского политехнического института по специальности "Технология машиностроения, металлорежущие станки и инструмент" (1965) – начальник КБ, с 1969 – зам. главного конструктора, в 1971-79 – главный конструктор, с 1979 – зам. главного инженера, с 1986 до ухода с завода – главный инженер. 
Окончив заочную аспирантуру ЧПИ, защитил в 1975 диссертацию по теме унификации при создании новой техники, и дальше научно разрабатывал ее в непосредственной связи с производством. Доцент ВАК, профессор кафедры "Экономика и организация машиностроительного производства" (позднее "Экономика и финансы") ЮУрГУ в 1977-2017. Многолетний председатель ГЭК (позднее ГАК) по защите дипломных проектов, ученого совета по защите магистерских диссертаций на кафедрах "Станки и инструменты" и "Технология машиностроения" ЮУрГУ, также в отдельные годы руководил ГАК в Рижском политехническом, Севастопольском приборостроительном и др. институтах. Организовывал на ЧЗИП дипломную практику студентов разных технических вузов страны. В 1993 присвоено звание "Почетный выпускник"  ЧГТУ.   
Выезжал в загранкомандировки по обмену опытом на предприятия в т.ч. ФРГ, Швейцарии, Китая; по линии Всесоюзного промышленного объединения "Союзинструмент" был включен кандидатом в технические эксперты ООН.
В 1977 в составе группы изобретателей удостоен Государственной премии СССР "за разработку, освоение серийного выпуска и широкое внедрение в автомобильную, подшипниковую и другие отрасли промышленности оборудования для автоматического контроля размеров". Автор более 60 печатных трудов, обладатель 11 авторских свидетельств на изобретения, награжден знаком "Изобретатель СССР" (1981), бронзовой (1957) и серебряной (1978) медалями ВДНХ "за разработку и освоение приборов активного контроля". Член президиума правления Челябинского областного отделения научно-технического общества машиностроительной промышленности (1980-е), член-корреспондент МОО "Академия науки и практики организации производства" (1999).
Входил в Челябинский городской комитет ВЛКСМ (1970-71), с 1969 член КПСС, избирался депутатом Челябинского городского Совета народных депутатов 17-19 созывов (1980-87), на ЧЗИП – зам. секретаря парткома, зам. председателя совета трудового коллектива.

## Избранные труды
- Исследование и прогнозирование процесса создания высокоунифицированных конструкций машин и приборов (на примере предприятий станкоинструментальной промышленности): автореф. дис. на соиск. учен. степ. канд. техн. наук: спец. 08.00.05 / В. А. Пилипчук; МВ и ССО СССР, Челяб. политехн. ин-т им. Ленинского комсомола. – Челябинск, 1975. – 26 с.
- Преимущества унификации / В.А. Пилипчук, А.С. Жолков // Экономическая газета. – 1975. – №27.
- Оптимизация уровня унификации новой техники в машиностроении: науч. издание / В.В. Битунов, А.С. Жолков, В.А. Пилипчук. – М.: Машиностроение, 1981. – 88 с.: граф., схем, табл.
- Элементы систем автоматического управления технологическим оборудованием: текст лекций / М.М. Тверской, В.М. Нуждов, В.А. Пилипчук; ЧПИ им. Ленин. комсомола, каф. автоматизации механосборочного пр-ва. – Челябинск: ЧПИ, 1982. – 52 с.: ил.
- Экономическое обоснование создания высокоунифицированных конструкций измерительных приборов в условиях рынка: Учеб. пособие / В.А. Пилипчук; ЧГТУ, каф. экономики и упр. – Челябинск: ЧГТУ, 1995. – 131 с.
- Организация производства: Учеб. пособие / В.А. Пилипчук; ЮУрГУ, каф. экономики и финансов. – Челябинск: ЮУрГУ, 2003. – 41 с.